# Ouidah
Ouidah (altresì nota sotto i nomi di Whydah, Ajudá e Fida e l'endonimo locale Glēxwé) è una città situata nel dipartimento dell'Atlantico nello Stato del Benin.

## Storia
La città, fondata secondo la tradizione da Kpase intorno al 1550 divenne un importante centro commerciale nei decenni successivi. La città era uno dei più importanti snodi del commercio triangolare: si stima che 10-15.000 schiavi vi transitassero annualmente tra la fine del XVII secolo e gli inizi del XVIII secolo.
Le principali potenze europee erano presenti nell'area, avendovi costruito varie strutture civili e fortificazioni militari. Ouidah, in quanto parte del regno di Whydah (avente capitale la vicina Savi) venne governata da una dinastia locale fino al 1727. In quell'anno l'ultimo re di Whydah Haffon venne sconfitto e catturato dal re del Dahomey Agaja.

### Forte di São João Baptista de Ajudá

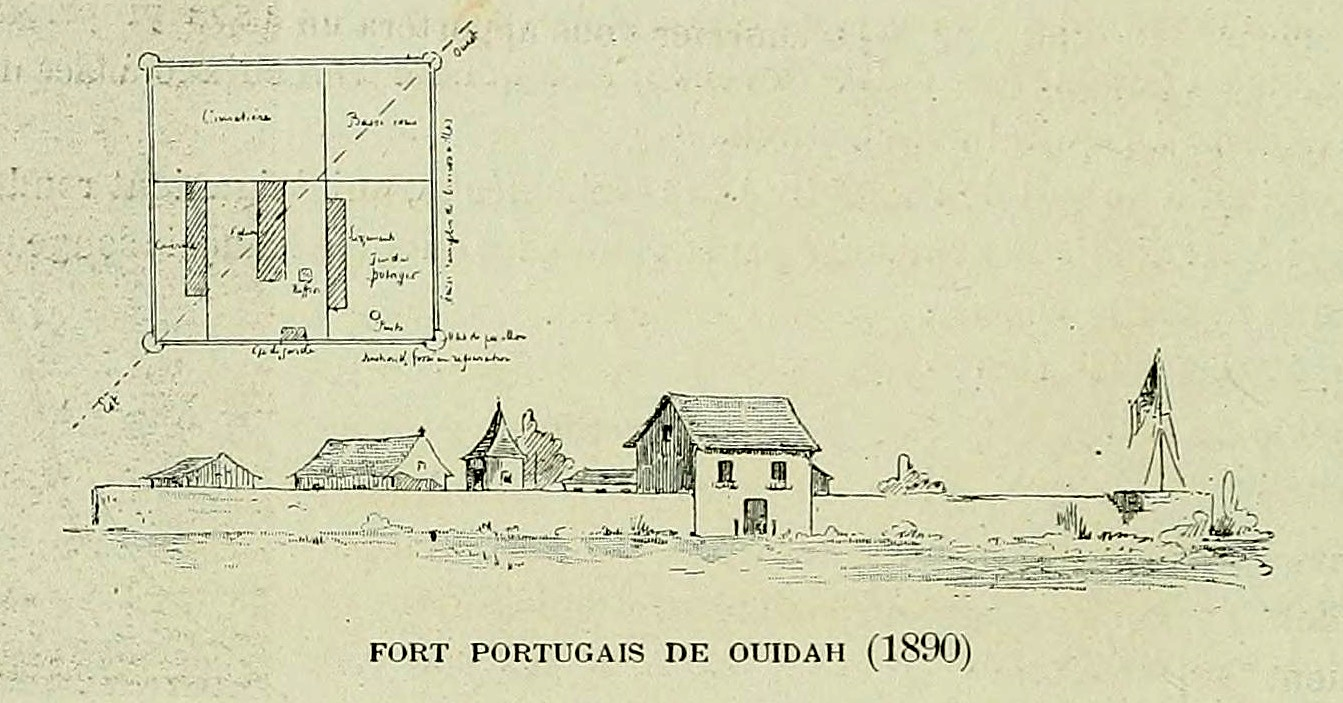
Il forte alla fine dell'800

Il forte di São João Baptista de Ajudá è una piccola fortezza costruita dai Portoghesi nella città di Ouidah, sulla costa del Benin. Il forte, costruito su un terreno ceduto al Portogallo dal re del Dahomey, rimase portoghese dal 1721 al 1961.
Nel 1680 il governatore di São Tomé e Príncipe fu autorizzato ad erigere un forte. Dopo essere stato abbandonato per vari anni venne riedificato nel 1721 e chiamato São João Baptista de Ajudá. Il forte svolse un ruolo importante nell'ambito del commercio di schiavi portoghese.
Con l'abolizione della schiavitù nel 1807 il forte perse gradualmente di importanza. Sebbene il Portogallo ne rivendicasse sempre il possesso, l'effettiva occupazione ed amministrazione subì varie interruzioni. Il forte fu rioccupato stabilmente dal Portogallo nel 1865 nell'ambito del breve tentativo portoghese di stabilire un protettorato sul regno del Dahomey. Dopo la conquista francese del Dahomey (1891-1894), il possedimento si ridusse al solo territorio all'interno delle mura.
Fino alla sua annessione al Dahomey nel 1961 São João Baptista de Ajudá fu probabilmente la più piccola entità territoriale separata del mondo moderno. L'annessione venne riconosciuta dal Portogallo solo nel 1975. Restaurato con finanziamenti portoghesi il forte ospita attualmente un museo.

## Amministrazione
Il comune è formato dai seguenti 10 arrondissement:
- Avlékété
- Djégbadji
- Gakpè
- Ouakpé-Daho
- Ouidah I
- Ouidah II
- Ouidah III
- Ouidah IV
- Pahou
- Savi

### Gemellaggi
- Villeneuve-d'Ascq, dal 2006
- Melun, dal 2003
- Saint-François, dal 2007
- Les Anses-d'Arlet, dal 2019